# تياغو كامبوس سانتوس
تياغو كامبوس سانتوس (بالبرتغالية: Thiago Campos Santos‏) (23 يناير 1984 بريو دي جانيرو في البرازيل - ) هو لاعب كرة قدم برازيلي في مركز الدفاع. لعب مع غويتاكاس ونادي فلامنغو ونادي فورتاليزا.

## وصلات خارجية
- تياغو كامبوس سانتوس على موقع قاعدة بيانات كرة القدم.إي يو (الإنجليزية)